# Фелтон, Рэймонд
Рэ́ймонд Бе́рнард Фе́лтон, младший (англ. Raymond Bernard Felton, Jr.; родился 26 июня 1984 года в Марионе, штат Южная Каролина, США) — американский профессиональный баскетболист, игравший в НБА.

## Биография

### Школа
Фелтон начинал свою баскетбольную карьеру в школе Latta High School. За время выступлений за команду школы Рэймонд набрал 2992 очка, сделав 117 точных трёхочковых бросков. Команда два раза выигрывала чемпионат штата, а общий показатель побед-поражений был 104-9.
Играя за команду школы Фелтон два раза становился «Баскетбольным мистером Южной Каролины», а также выигрывал награду лучшего баскетболиста среди школьников имени Нэйсмита.

### Колледж
Фелтон поступил в университет Северной Каролины и в первый год обучения был выбран игроком года Каролины. Он набирал по 12 очков в среднем за матч, а также отдал 236 результативных передач. В свой второй сезон в колледже Фелтон был среди номинантов на награду имени Боба Коузи и приза имени Нэйсмита лучшему игроку года среди учащихся вузов США. Он набирал по 11,5 очка и делал по 7,1 передачи в среднем за матч.
В своём третьем и последнем сезоне в колледже Фелтон привёл Каролину к чемпионству в NCAA. Это была четвёртая победа Северной Каролины за всю историю (1957, 1982, 1993, 2005). В финальной игре против «Иллинойса» Рэймонд забросил важнейший трёхочковый бросок против Дерона Уилльямса в концовке игры, позволивший сравнять счёт 65-65. В ответной атаке Иллинойса Фелтон перехватил мяч, после фола он успешно реализовал два штрафных броска установив окончательный победный счёт в матче. Рэёмонд закончил сезон со показателями — 12,9 очка и 6,9 передачи в среднем за игру. Он выиграл приз имени Боба Коузи, что является признанием того, что он был разыгрывающим защитником того года в NCAA.

### НБА

#### Драфт
Фелтон был выбран под общим 5-м номером на драфте НБА 2005 года командой «Шарлотт Бобкэтс», после двух других разыгрывающих Дерона Уилльямса и Криса Пола.

#### 2005—2010: «Шарлотт Бобкэтс»

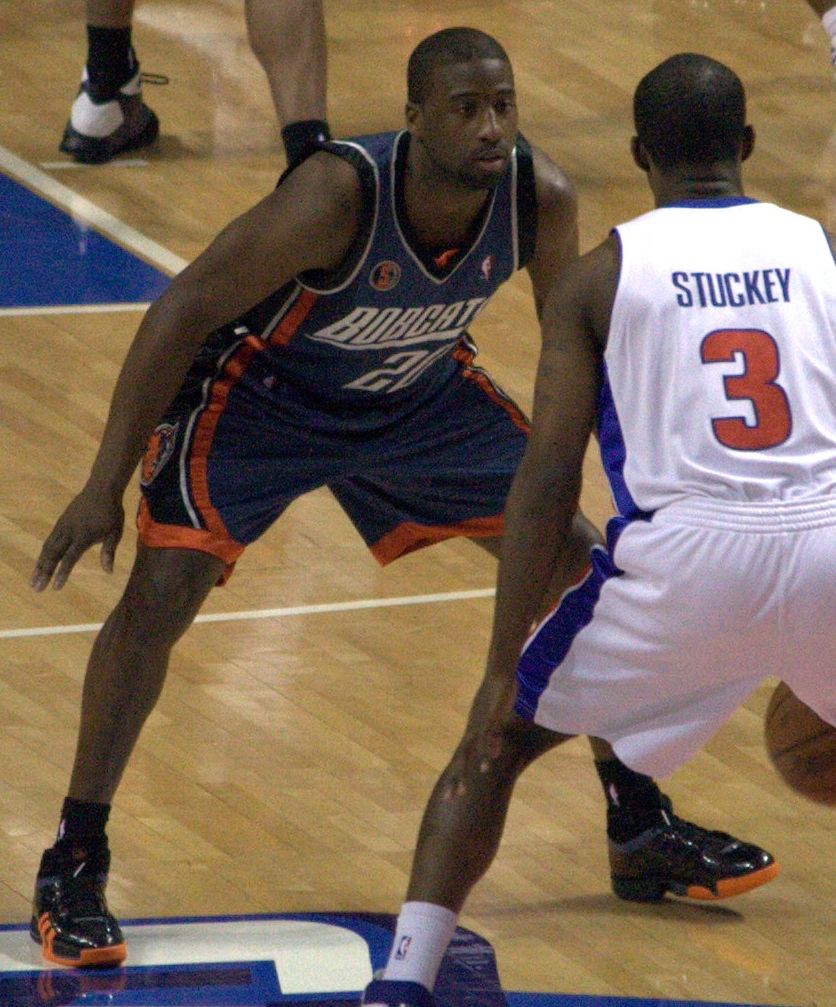
Защищается против Родни Стаки

Фелтон начал своё первый сезон неудачно, чувствовалось отсутствие опыта и уверенности в своих действиях, но во второй половине чемпионата он разыгрался и выдал серию результативных матчей. Он сделал 13 дабл-даблов по ходу сезона, а в игре против «Кливленд Кавальерс» Фелтон набрал 30 очков при 10 результативных передачах. Рэймонд выходил в стартовой пятёрке в 54 матчах из 80 и набирал по 11,9 очка и делал 5,6 передачи в среднем за матч. По окончании сезона Фелтон был выбран во вторую сборную новичков НБА.
В сезоне 2006/2007 Фелтон стал основным разыгрывающим «Бобкэтс», он улучшил практически все свои показатели по сравнению с прошлым сезоном. Одной из причин стал возросший уровень партнёров по команде Эмеки Окафора и Джеральда Уоллеса, а также усиления команды в лице новичков Адама Моррисона и Уолтера Херрманна. Несмотря на успешный сезон Рэймонда команда не попала в плей-офф.
В сезоне 2007/2008 в «Шарлотт» пришёл Джейсон Ричардсон, но это не помогло «Рысям», многие игроки получили травмы и это повредило общему прогрессу команды. «Бобкэтс» вновь не попали в плей-офф. При общем росте всех показателей Фелтона, он по прежнему плохо бросал из-за трёхочковой линии.
На драфте НБА 2008 года «Бобкэтс» выбрали Ди Джея Августина — перспективного молодого разыгрывающего, это усилило конкуренцию за время на паркете. Несмотря на то, что Фелтон оставался игроком стартовой пятёрки, его время на площадке уменьшилось почти на пять минут в среднем за матч, по сравнению с прошлым сезоном. В том же чемпионате в команду пришёл опытный главный тренер — Ларри Браун. У Рэймонда ухудшились практически все показатели, в том числе и среднее количество очков, передач за матч, а также упал процент попадания с игры. «Бобкэтс» не смогли пробиться в плей-офф. В конце сезона Фелтон стал ограниченным свободным агентом, он мог подписать контракт с другой командой, но решил остаться в «Шарлотт».
Стивен Джексон и Тайсон Чендлер пришли в команду в сезоне 2009/2010, что сделало из «Бобкэтс» претендентов на выход в плей-офф. «Шарлотт» стали лучшей командой по количеству очков, которые позволяли набрать своему оппоненту — 93,8 очка в среднем за матч. Фелтон стал третьим в команде по количеству набранных очков за сезон, его опередили только Уоллес и Джексон. Бобкэтс впервые за свою историю вышли в плей-офф, где не смогли одержать ни одной победы, проиграв в первом раунде «Орландо Мэджик».

#### 2010—2011: «Нью-Йорк Никс» и «Денвер Наггетс»

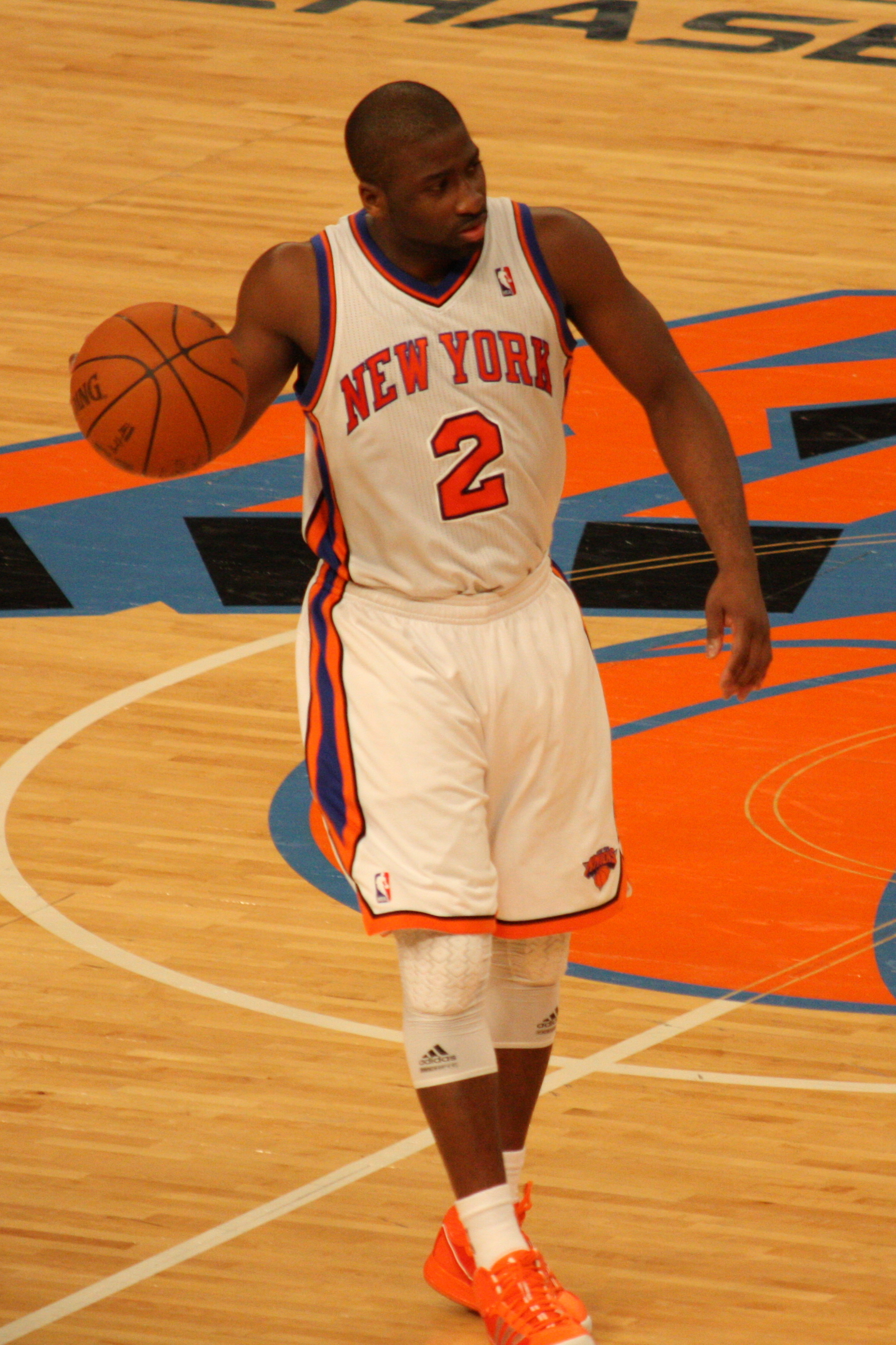
Фелтон в игре за «Нью-Йорк Никс»

Фелтон стал свободным агентом и 11 июля 2010 года подписал двухлетний контракт с «Нью-Йорк Никс» на общую сумму 15,8 миллиона долларов. Рэймонд был избран сокапитаном «Никс» на сезон 2010/2011, вместе с Амаре Стадемайром. В начале чемпионата у Фелтона были некоторые проблемы с уверенностью, но ближе к середине он вышел на хороший уровень игры и стал одним из любимцев Нью-Йоркских болельщиков. По ходу сезона Рэймонд забросил ряд решающих бросков, включая решающий трёхочковый бросок с отклонением в игре против «Торонто Рэпторс». Уверенная игра Фелтона была одной из причин того, что «Нью-Йорк» вновь стали претендентами на выход в плей-офф, впервые с 2004 года. Однако, 22 февраля 2011 года Рэймонд был обменян в «Денвер Наггетс», как часть сделки по переходу Кармело Энтони и Чонси Биллапса в «Никс». С Нью-Йоркской командой Фелтон показывал свои лучшие результаты в НБА, он набирал — 17,1 очка и делал 9,0 передачи в среднем за игру, несмотря на это руководство команды решило расстаться с ним. Оставшуюся часть сезона Рэймонд провёл в «Наггетс» в основном выходя со скамейки и подменяя Тая Лойсона. «Денвер» вышли в плей-офф, где уступили «Оклахома-Сити Тандер» во главе с Кевином Дюрантом и Расселом Уэстбруком в пяти матчах. Фелтон провёл все пять игр набирая по 11,6 очка и делая 4,2 передачи в среднем за матч.

#### 2011—2012: «Портленд Трэйл Блэйзерс»
23 июня 2011 года во время драфта НБА 2011 года Фелтона обменяли в «Портленд Трэйл Блэйзерс» на ветерана Андре Миллера, а также выбор во втором раунде на драфте 2011 года (Джордан Хэмильтон).
В «Портленде» Фелтон стал основным разыгрывающим. В первом матче против «Наггетс», он набрал 25 очков и отдал 6 передач. Во втором матче в сезоне против «Денвера» Рэймонд получил трамву ступни. Трамва оказалась несерьёзной, Фелтон пропустил всего лишь 2 игры.

#### 2012—2014: Возвращение в «Нью-Йорк Никс»
16 июля 2012 года Рэймонд Фелтон и Курт Томас были обменяны в «Нью-Йорк Никс» на Джареда Джеффриса, Дана Гадзурича, права на Костаса Папаниколау и Георгиоса Принтезиса и драфт-пик второго раунда.

#### 2014: Даллас
25 июня 2014 года «Нью-Йорк» отправил Фелтона и Тайсона Чендлера в «Даллас Маверикс» в обмен на Сэмюэла Далемберта, Хосе Кальдерона, Шейна Ларкина, Уэйна Эллингтона и два выбора во втором раунде драфта 2014 года.

## Статистика

### Статистика в НБА
| Сезон                                                                                    | Команда       | Регулярный сезон | Регулярный сезон | Регулярный сезон | Регулярный сезон | Регулярный сезон | Регулярный сезон | Регулярный сезон | Регулярный сезон | Регулярный сезон | Регулярный сезон | Регулярный сезон | Серия плей-офф | Серия плей-офф | Серия плей-офф | Серия плей-офф | Серия плей-офф | Серия плей-офф | Серия плей-офф | Серия плей-офф | Серия плей-офф | Серия плей-офф | Серия плей-офф |
| Сезон                                                                                    | Команда       | GP               | GS               | MPG              | FG%              | 3P%              | FT%              | RPG              | APG              | SPG              | BPG              | PPG              | GP             | GS             | MPG            | FG%            | 3P%            | FT%            | RPG            | APG            | SPG            | BPG            | PPG            |
| ---------------------------------------------------------------------------------------- | ------------- | ---------------- | ---------------- | ---------------- | ---------------- | ---------------- | ---------------- | ---------------- | ---------------- | ---------------- | ---------------- | ---------------- | -------------- | -------------- | -------------- | -------------- | -------------- | -------------- | -------------- | -------------- | -------------- | -------------- | -------------- |
| 2005/06                                                                                  | Шарлотт       | 80               | 54               | 30,1             | 39,1             | 35,8             | 72,5             | 3,3              | 5,6              | 1,3              | 0,1              | 11,9             | Не участвовал  | Не участвовал  | Не участвовал  | Не участвовал  | Не участвовал  | Не участвовал  | Не участвовал  | Не участвовал  | Не участвовал  | Не участвовал  | Не участвовал  |
| 2006/07                                                                                  | Шарлотт       | 78               | 75               | 36,3             | 38,4             | 33,0             | 79,7             | 3,4              | 7,0              | 1,5              | 0,1              | 14,0             | Не участвовал  | Не участвовал  | Не участвовал  | Не участвовал  | Не участвовал  | Не участвовал  | Не участвовал  | Не участвовал  | Не участвовал  | Не участвовал  | Не участвовал  |
| 2007/08                                                                                  | Шарлотт       | 79               | 79               | 37,6             | 41,3             | 28,0             | 80,0             | 3,0              | 7,4              | 1,2              | 0,2              | 14,4             | Не участвовал  | Не участвовал  | Не участвовал  | Не участвовал  | Не участвовал  | Не участвовал  | Не участвовал  | Не участвовал  | Не участвовал  | Не участвовал  | Не участвовал  |
| 2008/09                                                                                  | Шарлотт       | 82               | 81               | 37,6             | 40,8             | 28,5             | 80,5             | 3,8              | 6,7              | 1,5              | 0,4              | 14,2             | Не участвовал  | Не участвовал  | Не участвовал  | Не участвовал  | Не участвовал  | Не участвовал  | Не участвовал  | Не участвовал  | Не участвовал  | Не участвовал  | Не участвовал  |
| 2009/10                                                                                  | Шарлотт       | 80               | 80               | 33,0             | 45,9             | 38,5             | 76,3             | 3,6              | 5,6              | 1,5              | 0,3              | 12,1             | 4              | 4              | 32,4           | 40,5           | 30,8           | 75,0           | 2,5            | 5,0            | 0,5            | 0,0            | 11,8           |
| 2010/11                                                                                  | Нью-Йорк      | 54               | 54               | 38,4             | 42,3             | 32,8             | 86,7             | 3,6              | 9,0              | 1,8              | 0,2              | 17,1             | Не участвовал  | Не участвовал  | Не участвовал  | Не участвовал  | Не участвовал  | Не участвовал  | Не участвовал  | Не участвовал  | Не участвовал  | Не участвовал  | Не участвовал  |
| 2010/11                                                                                  | Денвер        | 21               | 0                | 31,6             | 43,1             | 45,9             | 61,7             | 3,6              | 6,5              | 1,3              | 0,0              | 11,5             | 5              | 0              | 30,4           | 36,0           | 25,0           | 75,0           | 1,8            | 4,2            | 1,2            | 0,0            | 11,6           |
| 2011/12                                                                                  | Портленд      | 60               | 56               | 31,8             | 40,7             | 30,5             | 80,6             | 2,5              | 6,5              | 1,3              | 0,2              | 11,4             | Не участвовал  | Не участвовал  | Не участвовал  | Не участвовал  | Не участвовал  | Не участвовал  | Не участвовал  | Не участвовал  | Не участвовал  | Не участвовал  | Не участвовал  |
| 2012/13                                                                                  | Нью-Йорк      | 68               | 68               | 34,0             | 42,7             | 36,0             | 78,9             | 2,9              | 5,5              | 1,4              | 0,2              | 13,9             | 12             | 12             | 37,9           | 44,4           | 32,1           | 66,7           | 3,4            | 4,7            | 1,7            | 0,4            | 14,1           |
| 2013/14                                                                                  | Нью-Йорк      | 65               | 65               | 31,0             | 39,5             | 31,8             | 72,1             | 3,0              | 5,6              | 1,2              | 0,4              | 9,7              | Не участвовал  | Не участвовал  | Не участвовал  | Не участвовал  | Не участвовал  | Не участвовал  | Не участвовал  | Не участвовал  | Не участвовал  | Не участвовал  | Не участвовал  |
| 2014/15                                                                                  | Даллас        | 29               | 3                | 9,7              | 40,6             | 29,4             | 80,0             | 0,9              | 1,4              | 0,4              | 0,1              | 3,7              | 3              | 1              | 12,0           | 26,7           | 0,0            | 100,0          | 2,3            | 1,3            | 0,0            | 0,0            | 3,7            |
| 2015/16                                                                                  | Даллас        | 80               | 31               | 27,4             | 40,6             | 28,2             | 84,7             | 3,2              | 3,6              | 0,9              | 0,2              | 9,5              | 5              | 4              | 34,5           | 46,4           | 28,6           | 63,6           | 4,6            | 4,6            | 1,2            | 0,0            | 15,0           |
| 2016/17                                                                                  | Клипперс      | 80               | 11               | 21,2             | 43,0             | 31,9             | 78,1             | 2,7              | 2,4              | 0,8              | 0,3              | 6,7              | 7              | 0              | 18,1           | 46,9           | 44,4           | 100,0          | 1,4            | 1,4            | 0,9            | 0,0            | 5,6            |
| 2017/18                                                                                  | Оклахома-Сити | 82               | 2                | 16,6             | 40,6             | 35,2             | 81,8             | 1,9              | 2,5              | 0,6              | 0,2              | 6,9              | 6              | 0              | 13,1           | 38,7           | 50,0           | 0,0            | 2,2            | 1,5            | 0,7            | 0,3            | 5,2            |
| 2018/19                                                                                  | Оклахома-Сити | 33               | 0                | 11,5             | 40,7             | 32,8             | 92,3             | 1,0              | 1,6              | 0,3              | 0,2              | 4,3              | 5              | 0              | 11,3           | 30,8           | 25,0           | 50,0           | 0,6            | 0,6            | 0,8            | 0,2            | 2,2            |
|                                                                                          | Всего         | 971              | 659              | 29,7             | 41,2             | 32,9             | 79,0             | 3,0              | 5,2              | 1,2              | 0,2              | 11,2             | 47             | 21             | 25,7           | 42,0           | 32,1           | 71,1           | 2,5            | 3,1            | 1,0            | 0,2            | 9,4            |
| Наведите курсор мыши на аббревиатуры в заголовке таблицы, чтобы прочесть их расшифровку. |               |                  |                  |                  |                  |                  |                  |                  |                  |                  |                  |                  |                |                |                |                |                |                |                |                |                |                |                |

### Статистика в NCAA
| Сезон | Команда           | Conf  | Class | GP  | GS  | MPG  | FG%  | 3P%  | FT%  | RPG | APG | SPG | BPG | PPG  |
| --- | ----------------- | ----- | ----- | --- | --- | ---- | ---- | ---- | ---- | --- | --- | --- | --- | ---- |
| 2002/03 | Северная Каролина | ACC   | FR    | 35  | 35  | 35,4 | 39,8 | 35,8 | 69,3 | 4,1 | 6,7 | 1,6 | 0,3 | 12,9 |
| 2003/04 | Северная Каролина | ACC   | SO    | 30  | 30  | 34,6 | 42,0 | 31,3 | 81,0 | 4,0 | 7,1 | 2,1 | 0,2 | 11,5 |
| 2004/05 | Северная Каролина | ACC   | JR    | 36  | 35  | 31,7 | 45,5 | 44,0 | 70,1 | 4,3 | 6,9 | 2,0 | 0,3 | 12,9 |
| Всего | Всего             | Всего | Всего | 101 | 100 | 33,9 | 42,3 | 37,5 | 73,1 | 4,1 | 6,9 | 1,9 | 0,3 | 12,5 |
| Наведите курсор мыши на аббревиатуры в заголовке таблицы, чтобы прочесть их расшифровку Статистика приведена с сайта sports-reference.com |                   |       |       |     |     |      |      |      |      |     |     |     |     |      |